# Adolphe Delattre
Pour les articles homonymes, voir Delattre.
Pierre Adolphe Delattre (ou De Lattre) est un ornithologue français, né le 10 février 1805 et mort le 3 janvier 1854.

## Résumé
Il réalise plusieurs expéditions en Amérique de 1831 à 1851 où il récolte particulièrement des oiseaux-mouches. Son frère est l’artiste naturaliste Henri Delattre (1801-1876).
Plusieurs espèces portent son nom :
- Coquette de Delattre (Lophornis delattrei)
- Paruline de Delattre (Basileuterus delattri)
- Tangara de Delattre (Tachyphonus delatrii)
- la sous-espèce du Tinamou cannelle Crypturellus cinnamomeus delattrii

## Biographie
Il alla à l'école de l'artiste français Jean-Baptiste Isabey. Les deux frères se consacrèrent à la peinture. Alors qu'Henri peignait principalement des chevaux et d'autres animaux, Adolphe préférait représenter les gens. Il est l'auteur entre autres des œuvres :
- 1830 Portrait du Maréchal Gérard, Maréchal de France le 17 avril 1830[2]
- 1836 A Young Boy with his Sister in Extensive Landscape[3]
- 1858 A gentleman, a book under his left arm, wearing black coat, brown waistcoat, white trousers[4]

De 1831 à 1851, il entreprit plusieurs expéditions en écozone néotropicale. Son principal intérêt fut la quête d'espèces de colibris, sur lesquelles il travailla vvec Jules Bourcier et René Primevère Lesson.
En 1833, il créa des miniatures pour la maison de Habsbourg à Rio de Janeiro. L'un des portraits portait le nom Donna Januaria, sœur de Don Pedro II, née de Rio. À son retour de voyage en 1832, il apporta de nombreux objets de collection d'histoire naturelle, dont des pièces de botanique, de minéralogie, d'ornithologie et en particulier d'entomologie. À partir de cette époque, il a également fourni au Muséum National d’Histoire Naturelle un scarabée nommé Osorius Brazilia, que Pierre André Latreille décrivit en 1832. Son premier voyage en Amérique l'a initialement conduit à San Francisco avec un voilier. De là, il entreprit un voyage au Nicaragua via le Guatemala. Ses recherches furent décrites par Charles Lucien Jules Laurent Bonaparte en 1854 dans les notes de publication Ornithologiques sur les collections Rapportées en 1853 par M. A. Delattre. En 1832, il devint membre de la Société entomologique de France. Plus tard, il entreprit un voyage de découverte au Pérou, en Équateur et en Nouvelle-Grenade jusqu'à l'isthme de Panama. De là, il rapporta une majestueuse collection d'oiseaux à Paris, qu'il a vendu à Thomas Bellerby Wilson, dont un Cincle à tête blanche (Cinclus leucocephalus) du Pérou, analysé par Johann Jakob von Tschudi.